# 鈴木久雄
鈴木 久雄（すずき ひさお、1946年 - ）は、日本の彫刻家、造形作家。武蔵野美術大学造形学部名誉教授。

## 人物・略歴
静岡市清水区生まれ。1965年、静岡県立静岡高等学校卒業。1970年、武蔵野美術大学造形学部美術学科彫刻専攻卒業。1984年、武蔵野美術大学共通彫塑研究室助教授。1989年、同研究室教授。
1971年、ユーゴスラビア国際彫刻シンポジウムに参加・制作、ポルトローゼに作品設置。1972年、イタリア、フェリオーロ石切場にて制作、レニャーノ野外美術館(ミラノ)に作品設置。2003年、武蔵野美術大学在外研究員として、アイルランド、オランダ、スロバキアに滞在し、彫刻制作(コーク)・個展発表(ライデン、コーブ、シャモリン)・公開講義(ブラチスラバ)を行う。1980年、ゴンザレスの鉄彫刻に関する論考を発表。

## 編著・出版
- 『鈴木久雄彫刻の速度』	鈴木久雄 作 武蔵野美術大学美術館・図書館 2016.10
- 『武蔵野美術大学共同研究 : 日本現代彫刻における素材・技法の制作的・理論的研究 : 中原悌二郎記念旭川市彫刻美術館等の収蔵作品を中心に : 論集・報告』鈴木久雄 編 武蔵野美術大学共通彫塑研究室 2013.3
- 『日本画院展』 鈴木久雄 編集 日本画院 2000
- 『子ども美術館 8 石と彫刻 : 足のある風景』 鈴木久雄 著 ポプラ社 1981.4
- 『Hisao Suzuki : velocity in sculpture』 北澤智豊 編 武蔵野美術大学美術館・図書館 2016.10
- 『鉄と人 : 鈴木久雄・多和圭三展』 中原悌二郎記念旭川市彫刻美術館, 武蔵野美術大学共通彫塑研究室 編集 2012.7
- 『鈴木久雄 : 木と距離』 彫刻の森芸術文化財団彫刻の森美術館 2012
- 『鈴木久雄 : 散距離』 島田画廊 2009
- 『鈴木久雄展』 中原悌二郎記念旭川市彫刻美術館, 武蔵野美術大学共通彫塑研究室 編集 2009.8

## 受賞歴
- 1970年 行動美術展新人賞[3]
- 1974年 行動美術賞[3]
- 1977年 宮崎県総合博物館賞[3]
- 1983年 へンリー・ムア大賞展佳作[3]
- 1985年 マンズー特別優秀賞[3]
- 1988年 ロダン大賞展優秀賞[3]
- 2007年 第35回中原悌二郎賞

## 主な作品所属先
- 東京国立近代美術館
- 大原美術館
- 美ヶ原高原美術館
- 東京都現代美術館
- 静岡県立美術館
- 富山県立近代美術館
- レニャーノ野外美術館（イタリア・ミラノ）